# Fajlit
Fajlit (tiếng Ả Rập: فجليت) là một ngôi làng Syria ở quận Duraykish thuộc tỉnh Tartous. Theo Cục Thống kê Trung ương Syria (CBS), Fajlit có dân số 2.220 trong cuộc điều tra dân số năm 2004.